# Mary Musgrove
Mary Musgrove, coneguda com a Coosaponakeesa entre els creek, (1700-1763) fou una diplomàtica d'ascendència mestissa entre yamacraw i anglesa. Va servir com a enllaç cultural entre la colònia de Geòrgia i la seva comunitat nativa americana a mitjans del segle xviii. Musgrove va aprofitar el seu biculturalisme per protegir els interessos dels creek, mantenir la pau a la frontera i ampliar els seus negocis com a comerciants. Així com Pocahontas que estava a la colònia de Jamestown i com Sacajawea que estava a l'expedició de Lewis i Clark, també Musgrove va estar a la colònia de Geòrgia.